# Джулія Верц
Джу́лія Верц (англ. Julia Wertz; нар. 29 грудня 1982, агломерація Сан-Франциської затоки, Каліфорнія, США) — американська художниця, письменниця та промислова туристка. 

## Життєпис
Народилася 29 грудня 1982 року в агломерації Сан-Франциської затоки. Верц стала відомою завдяки серії коміксів «Вечірка-пердячка» (англ. The Fart Party). Видавництво «Атомік-Букс» видало двотомову антологію цих коміксів 2007 і 2009 років. 2010 року видавництво «Рендом-Гауз» видало графічний роман-автобіографію Верц під назвою «Пияцтво у кінотеатрах» ((англ. Drinking at the Movies). У своєму графічному романі Верц висвітлює проблеми зловживання наркотиками та спиртним. У газеті «Лос-Анджелес Таймс» її працю назвали «тріумфом». 2011 року її автобіографія була номінована на премію Айзнера в категорії «Найкраща гумористична публікація».
У вересні 2012 року «Кояма-Прес» опублікувало збірку коротких гумористичних оповідань Верц під назвою «Нескінченне очікування та інші історії». Збірка була номінована на премію Айзнера в категорії «Найкраща робота, заснована на справжніх подіях». 2014 року «Атомік-Букс» опублікувало антологію ранніх коміксів Джулії Верц — «Музей помилок: колекція вечірок-пердячок» (англ. Museum of Mistakes: The Fart Party Collection). Антологія містила в собі і нові роботи художниці.
З 2010 до 2012 року Верц, разом із Сарою Ґлідден, Домітіль Колларді, Карен Снейдер, Кейт Бітон і Мередіт Ґран, була учасницею мистецької групи «Острів Піци» (англ. Pizza Island).

## Публікації
- The Fart Party, vol. 1, Atomic Books, 2007 (ISBN 978-0-9786569-3-5)
- The Fart Party, vol. 2, Atomic Books, 2009 (ISBN 978-0-9786569-4-2)
- Drinking at the Movies, Random House, 2010 (ISBN 978-0-307-59183-8)
- Whiskey and New York, Altercomics, 2011 (ISBN 978-2-8207-0029-2)
- The Infinite Wait, Koyama Press, 2012 (ISBN 978-0-9879630-2-4)
- Museum of Mistakes: The Fart Party Collection, Atomic Books, 2014 (ISBN 978-0-9786569-6-6)
- Tenements, Towers & Trash: An Unconventional Illustrated History of New York City, Black Dog & Leventhal, 2017 (ISBN 978-0316501217)